# KFC Nijlen

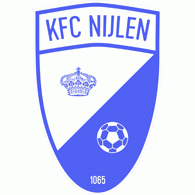
KFC Nijlen clublogo

KFC Nijlen is een Belgische voetbalclub uit Nijlen. De club is aangesloten bij de KBVB met stamnummer 1065 en heeft blauw en wit als clubkleuren.

## Geschiedenis
Reeds in 1921 sloot in Nijlen een club met de naam Eendracht Nijlen zich aan bij de Belgische Voetbalbond. In 1926, nog voor de invoering van de stamnummers verdween de club weer.

### FC Nijlen (1927-1965)
In 1927 sloot een nieuwe club zich aan, FC Nijlen. De club kreeg stamnummer 1065 toegekend.
De club ging in de gewestelijke reeksen spelen. Een jaar later werden in Nijlen nog enkele voetbalclubs opgericht in bij de Voetbalbond aangesloten, namelijk Groen Wit Nijlen, met stamnummer 1332, en Nijlen Sportvrienden, met stamnummer 1350. Het was de oudste club, FC Nijlen, die het meest succes kende. In 1934 werd Groen Wit Nijlen alweer geschrapt en in 1937 bereikte FC Nijlen voor het eerst de nationale bevorderingsreeksen, in die tijd het derde niveau.
FC Nijlen kon zich de volgende seizoenen goed handhaven in Bevordering. De andere Nijlense club, Nijlen Sportvrienden, werd tijdens de Tweede Wereldoorlog, in 1942 geschrapt. Na de oorlog kwam er in 1946 in Nijlen weer een nieuwe, met FC Sportvrienden Nijlen, dat zich aansloot met stamnummer 4435. FC Nijlen haalde ondertussen goede resultaten in Bevordering, en eindigde verschillende seizoenen na elkaar in de subtop. In 1950 eindigde Nijlen in zijn reeks als tweede, op vijf punten van reekswinnaar Helzold FC Zolder. Het volgende seizoen eindigde Nijlen nog in de subtop, maar in 1951/52 eindigde men als op twee na laatste. Na dit seizoenen werden door de Belgische Voetbalbond grote competitiehervormingen doorgevoerd. Een nieuwe Vierde Klasse werd gecreëerd en vormde voortaan de bevorderingsreeksen. Het aantal clubs en reeksen in de hogere afdelingen werd gereduceerd. FC Nijlen degradeerde zo, maar bleef nationaal voetbal spelen in de nieuwe Vierde Klasse, waar men de volgende jaren bleef spelen. In 1957 werd de club koninklijk en werd de clubnaam KFC Nijlen. In 1958 eindigde men voorlaatste en zo degradeerde de club na twee decennia nationaal voetbal weer naar de provinciale reeksen.

### KFC SV Nijlen (1965-1997)
In 1965 ging KFC Nijlen samen met de andere Nijlense club, FC Sportvrienden Nijlen. De fusieclub werd KFC de Sportvrienden Nijlen (KFC SV Nijlen) genoemd en speelde verder met stamnummer 1065 van FC Nijlen. In 1966 kon de club na acht jaar provinciaal voetbal terugkeren in de nationale bevorderingsreeksen. De fusieclub kon er zich handhaven in Vierde Klassen en in 1968 eindigde men zelfs tweede in de reeks, op vijf punten van SC Maccabi Antwerpen. De volgende jaren kon men dit niet meer herhalen, maar bleef de club in de middenmoot spelen. In 1972 strandde men echter samen met Voorwaarts Tienen afgetekend op een laatste plaats en na zes jaar nationaal voetbal zakte de club nog eens naar de provinciale reeksen.

### KFC Nijlen (1997-heden)
In 1984 werd in Nijlen weer een nieuwe club opgericht, Sporting Nijlen, dat zich aansloot onder stamnummer 8946. FC SV Nijlen bereikte na achter jaar provinciaal voetbal in 1980 weer de nationale Vierde Klasse. Na enkele seizoenen in de middenmoot eindigde Nijlen in 1985 als voorlaatste en na vijf jaar zakte men zo nog eens naar de provinciale reeksen. In 1997 verdween het jongere Sporting Nijlen, terwijl KFC SV Nijlen zijn naam wijzigde in KFC Nijlen. In 1998 bereikte de club nog eens Vierde Klasse, maar het verblijf duurde nu maar een seizoen en de club degradeerde in 1999 weer naar de provinciale reeksen.
KFC Nijlen promoveerde in 2014 opnieuw naar Eerste Provinciale, na tien seizoenen in Tweede Provinciale. Slechts één jaar later, in 2015, wist de club door te stoten naar de toenmalige Vierde Klasse (later Derde Afdeling genoemd). KFC Nijlen kon zich bijna een decennium handhaven op dit niveau en groeide in die periode uit tot een stabiele en ambitieuze ploeg binnen het nationale amateurvoetbal. In 2025 schreef de club geschiedenis door voor het eerst de promotie naar Tweede Afdeling af te dwingen. Na een sterke reguliere competitie waarin het team als tweede eindigde, verzekerde Nijlen zich van promotie via de eindronde, waarin het met een spectaculaire 3-2 overwinning tegen Tempo Overijse, de derde in het klassement, de beslissende stap zette. In het seizoen 2025/2026 zal KFC Nijlen voor het eerst aantreden in de Tweede Afdeling, een historische mijlpaal voor de club.

## Resultaten
| Seizoen | Klasse | Klasse | Klasse | Klasse | Klasse | Klasse | Klasse | Klasse | Klasse | Reeks                                                    | Punten                                                   | Opmerkingen                                              |
|         | I      | I      | II     | III    | IV     | P.I    | P.II   | P.III  | P.IV   |                                                          |                                                          |                                                          |
| ------- | ------ | ------ | ------ | ------ | ------ | ------ | ------ | ------ | ------ | -------------------------------------------------------- | -------------------------------------------------------- | -------------------------------------------------------- |
| 2003/04 |        |        |        |        |        | 15     |        |        |        | Eerste prov. Antw.                                       | 26                                                       |                                                          |
| 2004/05 |        |        |        |        |        |        | 6      |        |        | Tweede prov. Antw. B                                     | 53                                                       |                                                          |
| 2005/06 |        |        |        |        |        |        | 4      |        |        | Tweede prov. Antw. B                                     | 53                                                       |                                                          |
| 2006/07 |        |        |        |        |        |        | 11     |        |        | Tweede prov. Antw. B                                     | 35                                                       |                                                          |
| 2007/08 |        |        |        |        |        |        | 6      |        |        | Tweede prov. Antw. B                                     | 46                                                       |                                                          |
| 2008/09 |        |        |        |        |        |        | 5      |        |        | Tweede prov. Antw. B                                     | 49                                                       |                                                          |
| 2009/10 |        |        |        |        |        |        | 3      |        |        | Tweede prov. Antw. B                                     | 52                                                       |                                                          |
| 2010/11 |        |        |        |        |        |        | 8      |        |        | Tweede prov. Antw. B                                     | 40                                                       |                                                          |
| 2011/12 |        |        |        |        |        |        | 10     |        |        | Tweede prov. Antw. B                                     | 39                                                       |                                                          |
| 2012/13 |        |        |        |        |        |        | 3      |        |        | Tweede prov. Antw. B                                     | 58                                                       |                                                          |
| 2013/14 |        |        |        |        |        |        | 2      |        |        | Tweede prov. Antw. B                                     | 59                                                       |                                                          |
| 2014/15 |        |        |        |        |        | 2      |        |        |        | Eerste prov. Antw.                                       | 50                                                       | Winnaar provinciale eindronde                            |
| 2015/16 |        |        |        |        | 11     |        |        |        |        | Vierde klasse C                                          | 38                                                       |                                                          |
|         | 1A     | 1B     | 1Am    | 2Am    | 3Am    | P.I    | P.II   | P.III  | P.IV   | Vanaf 2016-17 zijn er 3 nationale en 2 regionale niveaus | Vanaf 2016-17 zijn er 3 nationale en 2 regionale niveaus | Vanaf 2016-17 zijn er 3 nationale en 2 regionale niveaus |
| 2016/17 |        |        |        |        | 10     |        |        |        |        | Derde klasse Am. VV B                                    | 38                                                       |                                                          |
| 2017/18 |        |        |        |        | 7      |        |        |        |        | Derde klasse Am. VV B                                    | 45                                                       |                                                          |
| 2018/19 |        |        |        |        | 14     |        |        |        |        | Derde klasse Am. VV B                                    | 31                                                       | Degradatie naar de provinciale reeksen                   |
| 2019/20 |        |        |        |        |        | 5      |        |        |        | Eerste prov. Antw.                                       | 45                                                       | Seizoen vroegtijdig stopgezet                            |
| 2020/21 |        |        |        |        | -      |        |        |        |        | Derde afdeling VV B                                      | -                                                        | Geen competitie door Covid-19                            |
| 2021/22 |        |        |        |        | 11     |        |        |        |        | Derde afdeling VV B                                      | 41                                                       |                                                          |
| 2022/23 |        |        |        |        | 12     |        |        |        |        | Derde afdeling VV B                                      | 30                                                       |                                                          |
| 2023/24 |        |        |        |        | 7      |        |        |        |        | Derde afdeling VV B                                      | 43                                                       |                                                          |
| 2024/25 |        |        |        |        | 2      |        |        |        |        | Derde afdeling VV B                                      | 63                                                       | Promotie. Eindronde gewonnen tegen Tempo Overijse (3-2)  |
| 2025/26 |        |        |        |        |        |        |        |        |        | Tweede afdeling VV B                                     |                                                          |                                                          |

## Bekende (ex-)spelers
- Raymond Ceulemans
- Yves De Winter (jeugd)
- Harald Pinxten
- Kenny Thompson
- Matthias Trenson